# Woslom
Woslom ist eine brasilianische Thrash-Metal-Band aus São Paulo, die im Jahr 1997 gegründet wurde.

## Geschichte
Die Band wurde im Jahr 1997 gegründet. Erst im November 2010 folgte die Veröffentlichung des Debütalbums Time to Rise. Im Jahr 2011 war die Band im TV und in Webcasts zu sehen und hielt zudem über 40 Auftritte in ganz Brasilien ab. Außerdem wurde zu den Liedern Time to Rise und Mortal Effect jeweils ein Musikvideo produziert und veröffentlicht. Außerdem arbeitete die Band zusammen mit Digital Media Records, die das Album in den USA und Europa vertrieben. 2012 hielt die Gruppe ihre erste Europatournee ab, die sich auf 25 Auftritte in zehn verschiedenen Ländern im April und Mai erstreckte. Die Band spielte dabei unter anderem auf dem SWR Barroselas in Portugal, dem Fields of Metal in Belgien und dem Emmen Metal Fest in den Niederlanden. Zudem spielte sie auch in Schweden zusammen mit Entombed. Danach schrieb die Gruppe an neuen Liedern. Evolustruction wurde vom Oktober 2012 bis März 2013 im Studio Acustica aufgenommen. Der Tonträger erschien im Jahr 2013, wobei auch ein gleichnamiges Musikvideo erstellt wurde. Die CD-Version des Albums enthielt als Bonus eine Coverversion von der brasilianischen Band Mad Dragzter, während die Download-Version eine Version der Single Evolustruction mit alternativen Liedtexten enthielt. Im September und Oktober ging die Band auf eine weitere Tour durch Europa. Im Februar 2014 wurde das Album zudem über Punishment 18 Records wiederveröffentlicht. Vier Wochen später wurde hierüber auch das Debütalbum wiederveröffentlicht.

## Stil
In seiner Rezension zu Time to Rise merkte Reinhold Reither von stormbringer.at an, dass das Folgealbum Evolustruction sehr stark nach Megadeth klingt. Stattdessen habe man sich auf Time to Rise stärker bei Metallica bedient. Die Band spiele gewöhnlichen Thrash Metal, was Reither jedoch zu keinem Zeitpunkt als langweilig empfand.

## Diskografie
- Legendary Attempts from Sat Afternoon (Demo, 2000, Eigenveröffentlichung)
- Woslom Remains Metallica (Demo, 2001, Eigenveröffentlichung)
- From Dark to Light (Demo, 2002, Eigenveröffentlichung)
- Beyond Inferno (Demo, 2004, Eigenveröffentlichung)
- Woslom (Demo, 2007, Eigenveröffentlichung)
- Time to Rise (Album, 2010, Eigenveröffentlichung)
- Evolustruction (Single, 2013, Eigenveröffentlichung)
- Evolustruction (Album, 2013, Eigenveröffentlichung)
- Panzer Fest (Split mit Panzer, Nervochaos, Forka und Command6, 2013, Eigenveröffentlichung)
- DestrucTVision (DVD, 2014, Eigenveröffentlichung)